# Johannes Fischer (Jurist)
Johannes Fischer (* 3. Januar 1590 in Berlin; † 10. September 1659 ebenda) war ein deutscher Pädagoge und Jurist.

## Leben
Fischer war der Sohn von Andreas Fischer und dessen Ehefrau Margaretha Moritz. Fischers Vater war der Kapellmeister des Markgrafen Christian von Brandenburg-Bayreuth.
In den Jahren 1606 bis 1610 besuchte Fischer das Gymnasium in Amberg. Anschließend immatrikulierte er sich an der Universität Altdorf. 1611 brach Fischer sein Studium ab und begleitete die Söhne der Freiherren Georg Erasmus von Tschernembl und Hildebrand Jörger als Hofmeister auf deren Grand Tour. Bis 1613 bereiste die Gruppe Deutschland, Frankreich, die Schweiz und Österreich.
Im darauffolgenden Jahr nahm Fischer in Österreich am Hof des Freiherrn Erasmus II. von Starhemberg eine Stelle als Hofmeister an. 1624 brach Fischer mit den Söhnen seines Dienstherrn zu einer mehrjährigen Cavalierstour auf. Der erste längere Aufenthalt war Straßburg, wo sich Fischer am 14. Juli 1624 für das Fach Jura immatrikulierte. Nach den Universitäten Basel und Genf kamen sie 1626 nach Frankreich und 1627 nach Italien. Dort immatrikulierte sich Fischer am 24. November 1627 an der Universität Siena. Die Rückreise führte Fischer durch Österreich und am 16. Juni 1629 nach Linz.
Von hier aus schickte er die Söhne seines Dienstherrn Starhemberg nach Hause und begleitete die Freifrau Margarethe Ungnad von Linz in die Niederlande. Nach 25 Jahren erreichte Fischer über Emden am 23. September 1631 wieder Berlin.
Der kurbrandenburgische Kanzler Siegmund von Görtzen schlug Fischer für den Staatsdienst vor und mit Wirkung vom 1. Oktober 1632 berief ihn Kurfürst Georg Wilhelm von Brandenburg zu seinem Gesandten bei Axel Oxenstierna. Nach der Schlacht bei Nördlingen am 6. September 1634 löste sich der Heilbronner Bund auf. Als der schwedische Reichskanzler an den Hof nach Paris ging, begleitete ihn Fischer.
Am Französischen Hof hörte Fischer von der Möglichkeit einer Anstellung für ihn am Hof des Kurfürsten Friedrich Wilhelm von Brandenburg. Sofort reiste er zu ihm in die Niederlande. Als sich aber diese Aussicht zerschlug, reiste Fischer wieder nach Berlin zurück. Bis 1636 war er als Jurist am kurfürstlichen Kammergericht tätig. Anschließend wirkte er bis 1637 als Sekretär des Markgrafen Siegmund von Brandenburg.
Am 15. Juni 1640 heiratete Fischer Catharina Matthias. Nach dem Sturz des Grafen Adam von Schwarzenberg verschaffte Fischers Gönner und Mäzen Siegmund von Görtzen ihm am Hof des Großen Kurfürsten eine Selle. Ab 1. März 1641 war er als Geheimer Kammersekretär tätig. Als solcher gehörte er dem Geheimen Bureau des Kurfürsten an und war dort u. a. mit der klevischen Expedition betraut.
1647 wurde Fischer durch Fürst Ludwig I. von Anhalt-Köthen in die Fruchtbringende Gesellschaft aufgenommen. Der Fürst verlieh Fischer den Gesellschaftsnamen der Reiche und als Motto in dreierlei Samen. Als Emblem wurde ihm die rothe Feurlilge (wahrscheinlich Lilium bulbiferum L. ssp. bulbiferum Schinz et Keller) zugedacht. Im Köthener Gesellschaftsbuch findet sich Fischers Eintrag unter der Nr. 480. Dort ist auch das Reimgesetz verzeichnet, das er anlässlich seiner Aufnahme verfasst hatte:
Die Rote Feuerlilg' ist reich in dreyerley
An Sahmen mein' ich nur: der eine wird geführet
Jn seiner Zwiebel art, am stengel nahe bey
Den blettern wrd der Zweck in wurtzelein, gespüret,
Und das die dritte Zahl des sahmens richtig sey,
So sucht der tolden haus, drüm hat mir auch gebühret
Des Reichen nahme: Wer in Gottesfurcht reich ist
Der ist mit dreierley, Treu, aufrecht, from gerüst.
Am 14. August 1651 avancierte Fischer zum Kurfürstlichen Rat. Am 30. November desselben Jahres starb Fischers Ehefrau Catharina Matthias.
Ab 1655 bis zum Ende seines Lebens betraute man Fischer mit dem Amt eines Zensors. Als solcher war er für die Zeitungen zuständig. Im Alter von 69 Jahren starb Johannes Fischer am 10. September 1659 in Berlin.